# Sigfried Held
Sigfried Held (n. 7 august 1942, Bruntál⁠(d), Reichsgau Sudetenland, Germania Nazistă) este un fost fotbalist german.
În cariera sa, Held a evoluat la Kickers Offenbach, Borussia Dortmund și Bayer Uerdingen. Între 1966 și 1973, Held a jucat 41 de meciuri și a marcat 5 goluri pentru echipa națională a Germaniei. Held a jucat pentru naționala Germaniei la două Campionate Mondiale: în 1966 și 1970.

## Statistici
| Germania | Germania | Germania |
| An       | Meciuri  | Goluri   |
| -------- | -------- | -------- |
| 1966     | 11       | 1        |
| 1967     | 3        | 0        |
| 1968     | 7        | 2        |
| 1969     | 5        | 1        |
| 1970     | 5        | 0        |
| 1971     | 4        | 1        |
| 1972     | 3        | 0        |
| 1973     | 3        | 0        |
| Total    | 41       | 5        |